# Chorwacja na Letnich Igrzyskach Olimpijskich 2008
Chorwację na Letnich Igrzyskach Olimpijskich 2008 reprezentowało 105 zawodników.
Chorwacja uczestniczyła w letnich igrzysk olimpijskich po raz piąty.

## Zdobyte medale
| Medal  | Zawodnik        | Dyscyplina sportowa | Konkurencja                          |
| ------ | --------------- | ------------------- | ------------------------------------ |
| Srebro | Filip Ude       | Gimnastyka          | Ćwiczenia na koniu z łękami mężczyzn |
| Srebro | Blanka Vlašić   | Lekkoatletyka       | Skok wzwyż kobiet                    |
| Brąz   | Snježana Pejčić | Strzelectwo         | Karabin pneumatyczny 10 m kobiet     |
| Brąz   | Martina Zubčić  | Taekwondo           | kategoria do 57 kg kobiet            |
| Brąz   | Sandra Šarić    | Taekwondo           | kategoria do 67 kg kobiet            |